# Edith Thornton
Edith Thornton (9 de janeiro de 1896 — 13 de fevereiro de 1984) foi uma atriz estadunidense que atuou principalmente na era do cinema mudo. Foi casada com o diretor, produtor e ator Charles Hutchison (1880-1949), e entre 1914 e 1933 atuou em 27 filmes.

## Biografia
Nasceu em Nova Iorque. Seu primeiro filme foi o curta-metragem The Fight for Love, em julho de 1914, produzido pela Pyramid Film Company e lançado pela Warner Features Company. Em 1916, Edith atuou em It May Be Your Daughter, o primeiro filme lançado pela Artclass Pictures Corporation, dos irmãos Weiss. Era um drama de exploração de escravos, escrito por George Merrick (que se tornaria um freqüente colaborador de Weiss na década de 1950) e que foi o único filme produzido por uma organização chamada “Moral Uplift Society”, embora mais tarde Louis Weiss declarasse que foi a Clarion Photoplays que realmente produziu o filme. O filme enfrentou problemas de censura desde o início e foi banido em Nova Iorque e em todo o Reino Unido.
Com o advento do som, Thornton praticamente se retirou do cinema, retornando em apenas um filme, The Mystic Hour, em 1933, seu último filme. O outro filme feito nos anos 1930, The Danger Man, de 1930, era na verdade apenas uma reedição do seriado Lightning Hutch, de 1926, produzido com cenas de arquivo e acrescido de efeitos sonoros.
Em 1936, sob o nome Edith Hutchinson, que passara a usar, atuou no departamento de arte para seu marido no filme Born to Fight, uma versão de baixo orçamento do conto de 1911 de Peter B. Kyne, To Him Who Dares. 
Edith Hutchison faleceu aos 88 anos em Glendale, Califórnia.

## Filmografia
- The Fight for Love, 1914
- A Fight for Love, 1914
- The Fifth Commandment, 1915
- The Corsican Brothers Up to Date, 1915
- Love and Swords, 1915
- Miss Trillie's Big Feet, 1915
- Rip Van Winkle Badly Ripped, 1915
- Love and Artillery (short)
- The Better Woman, 1915
- Putting Papa to Sleep, 1915
- I The Warning, 1915
- Love's Crucible, 1916
- It May Be Your Daughter, 1916
- The Great Gamble, seriado 1919
- The Whirlwing, seriado 1920
- Hurricane Hutch in Many Adventures, 1924
- Surging Seas, 1924 (Mares Tempestuosos)
- Hutch of the U.S.A., 1924
- Poison, 1924
- Virtue's Revolt, 1924
- On Probation, 1924 (Onde Se Conhecem os Amigos)
- The Fatal Plunge,[9] 1924, reedição de The Great Gamble, seriado de 1919.
- Fair Play, 1925
- Was It Bigamy?, 1925 (Uma Lição de Amor)
- Lightning Hutch, seriado 1926 (O Relâmpago)
- The Little Firebrand, 1927 (Ódio é Quase Amor)
- The Danger Man, 1930 (reedição de Lightning Hutch, com cenas de arquivo).
- The Mystic Hour, 1933